# Nowe przygody Tarzana
Nowe przygody Tarzana (ang. Tarzan: The Epic Adventures, 1996–1997) – amerykański serial sensacyjno-obyczajowy stworzony na podstawie cyklu powieści Edgara Rice’a Burroughsa.

## Emisja
Światowa premiera serialu miała miejsce 28 sierpnia 1996 r. i był emitowany do 25 maja 1997 r. W Polsce serial nadawany był dawniej w telewizji TVN i TVP2.

## Obsada
- Joe Lara jako Tarzan/John Clayton (wszystkie 22 odcinki)[1]
- Aaron Seville jako Timba (19)
- Lydie Denier jako Olga de Coude (1)
- Andrew Divoff jako Nicholas Rokoff (2)
- Dennis Christopher jako Paul D’Arnot (1)
- Ralph Wilcox jako Mugambi (1)
- Don McLeod jako Bolgani (11)
- Nkhensani Manganyi jako Tashi (6)
- Annika Bullus jako Kali (3)
- Angela Harry jako królowa La (3)
- Jerry Mofokeng jako Seer Vusi (2)
- Jocelyn Broderick jako matka Tarzana (2)
- Graham Hopkins jako ojciec Tarzana (2)
- Tony Caprari jako Kuno (2)
- Stephen Jennings jako dr Albert Verpa (2)
- Zane Meas (2)
- Nandi Nyembe (2)
- Brittney Powell jako Emma (2)
- Kathy-Jo Ross jako Nompi (2)
- Mirron E. Willis jako Zimpala (2)
- Corinna Everson jako Mora (2)
- Nicholas Worth jako Alexis (2)

## Spis odcinków
| N/o            | Tytuł polski       | Tytuł angielski                           |
| -------------- | ------------------ | ----------------------------------------- |
|                |                    |                                           |
| SERIA PIERWSZA |                    |                                           |
|                |                    |                                           |
| 01             | Powrót Tarzana     | Tarzan's Return                           |
| 02             | Powrót Tarzana     | Tarzan's Return                           |
|                |                    |                                           |
| 03             | Królowa lampartów  | Tarzan and the Leopard Woman              |
|                |                    |                                           |
| 04             | Zaginiony Legion   | Tarzan and the Lost Legion                |
|                |                    |                                           |
| 05             | Szkarłatny diament | Tarzan and the Scarlet Diamond            |
|                |                    |                                           |
| 06             | Czarna orchidea    | Tarzan and the Black Orchid               |
|                |                    |                                           |
| 07             | Zły urok           | Tarzan and the Reflections in an Evil Eye |
|                |                    |                                           |
| 08             |                    | Tarzan and the Priestess of Opar          |
|                |                    |                                           |
| 09             |                    | Tarzan and the Fury of the Zadu           |
|                |                    |                                           |
| 10             | Zemsta Zimpali     | Tarzan and the Revenge of Zimpala         |
|                |                    |                                           |
| 11             | Powrót Kukulcana   | Tarzan and the Return of KuKulcan         |
|                |                    |                                           |
| 12             | Biały kamyk        | Tarzan and the White Pebble               |
|                |                    |                                           |
| 13             | Bóg Księżyca       | Tarzan and the Moon God                   |
|                |                    |                                           |
| 14             | Zakazane miasto    | Tarzan and the Forbidden City             |
|                |                    |                                           |
| 15             | Demon              | Tarzan and the Leopard Demon              |
|                |                    |                                           |
| 16             | Wewnętrzne lęki    | Tarzan and the Demon Within               |
|                |                    |                                           |
| 17             | Maharowie          | Tarzan and the Mahars                     |
|                |                    |                                           |
| 18             | Amtorianie         | Tarzan and the Amtorans                   |
|                |                    |                                           |
| 19             | Bestia z Dunali    | Tarzan and the Beast of Dunali            |
|                |                    |                                           |
| 20             | Cień gniewu        | Tarzan and the Shadow of Anger            |
|                |                    |                                           |
| 21             | Tajemnnica jeziora | Tarzan and the Mystery of the Lake        |
|                |                    |                                           |
| 22             | Biały myśliwy      | Tarzan and the Circus Hunter              |
|                |                    |                                           |